# ميك روجرز
ميك روجرز (بالإنجليزية: Mick Rogers)‏ هو عازف قيثارة بريطاني، ولد في 20 سبتمبر 1946 في Dovercourt ‏ في المملكة المتحدة.